# Hamburger (Huhn)
Das Hamburger Huhn ist eine Hühnerrasse, die um 1700 erstmals in Großbritannien und Holland beschrieben wurde. In der Zeit vor der industriellen Haltung von Hühnern galt es durch die hervorragende Legeleistung als Wirtschaftshuhn. Wegen ihres Aussehens ist sie bei Ausstellungszüchtern beliebt. Ihre Varietäten, das Hamburger Lackhuhn und das Hamburger Sprenkelhuhn, sind miteinander kaum verwandt.
Mit dem Zwerg-Hamburger existiert auch eine anerkannte Zwerghuhnrasse.

## Herkunft
Die Hamburger Hühner sind eines der ältesten Beispiele „künstlicher Rassen“. Neben der eleganten Landhuhnform ist ihre einzige (namensgebende) Gemeinsamkeit die Einfuhr nach England über den Hamburger Hafen. Molekulargenetische Untersuchungen zeigen, dass sprenkel- und lackfarbige Varianten der Hamburger Hühner genetisch verschiedenen Rassen zugewiesen werden müssten.
Die Herkunft des Hamburger Lackhuhnes ist weitgehend unklar, war aber bereits Mitte des 18. Jahrhunderts in England als Mond- oder Samthosenhuhn bekannt. Das Hamburger Sprenkelhuhn wurde zu Beginn des 19. Jahrhunderts auf den Britischen Inseln eingeführt und ist eng mit anderen Sprenkelrassen, besonders dem geflockten niederländischen Assendelfter und dem Friesenhuhn, verwandt.
Gezüchtet wurde das Hamburger Huhn vor allem in England und in den Niederlanden. Den größten Anteil an der Reinzucht des Hamburger Huhns, insbesondere der lackfarbigen, tragen Züchter aus England. Deren Vorfahren, die „Mooneys“, die Mondhühner, und die Fasanenhühner  sind anhand der Tupfen zu erkennen, die auch bei den schwarzen Hamburgern im grünen Schimmer als schwarze Tupfen sichtbar sind. Bei den schwarzen ist auch heute noch zu erkennen, dass bei ihrer Entstehung Spanierhühner mitgewirkt haben. Dies erkennt man an den größeren weißen Ohrscheiben, am höheren Gewicht der Eier und am höheren Eigengewicht der Hühner. Bei den gesprenkelten Vertretern dieser Rasse spielen aber durchaus Tiere aus Deutschland eine Rolle, so die Ostfriesischen Möwen und die Totleger aus Nordwestfalen und aus Südoldenburg.

### Name

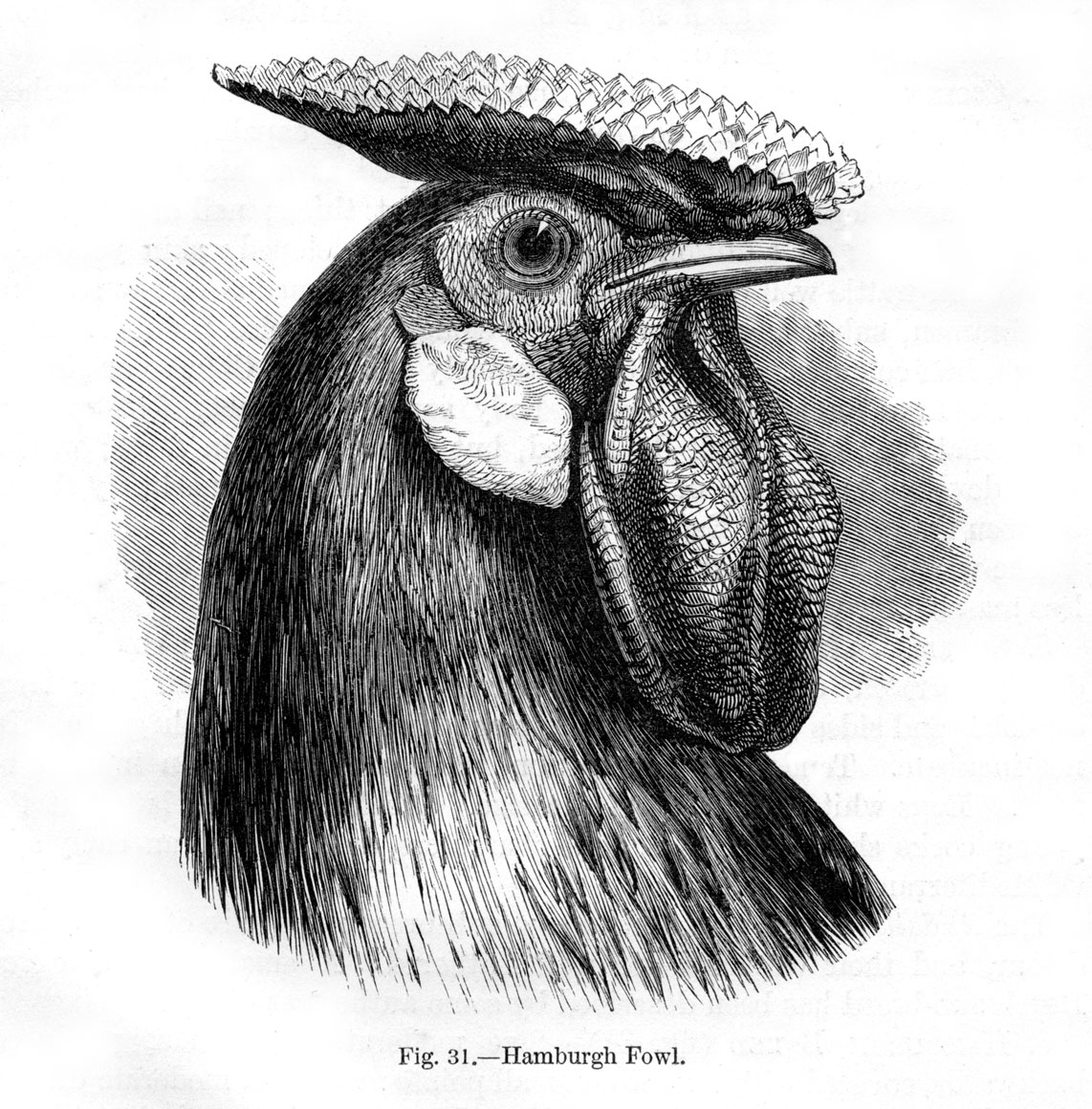
Der Hamburger in einer Publikation von Charles Darwin

Über den Zeitpunkt ihres ersten Erscheinung herrscht Unklarheit. So sollen Zeichnungen des italienischen Naturforschers Aldrovandi aus dem 16. Jahrhundert Hühner zeigen, die der Optik nach den heutigen Hamburgern schon sehr nahekommen. Diese Hühner wurden aber als „Turkeys“, türkische Hühner, bezeichnet. Das lässt den Schluss zu, dass die Vorfahren der Hamburger aus dem Vorderen Orient stammen und ihre Reise über Hamburg nach England antraten. Diese Tiere, die natürlich noch nicht so rasserein waren wie die Tiere heute, erhielten dann in England als Sammelbegriff den Namen Hamburgh Poultry, da sie alle über Hamburger Kaufleute auf die Insel kamen. Die endgültige Namensgebung Hamburg Poultry soll aber erst 1850 durch den englischen Preisrichter B. S. Dixon erfolgt sein, der auf einer Ausstellung in Birmingham alle Varietäten unter ebendiesem Namen zusammenfasste.
Andererseits zeichnete der englische Maler Eleazar Albin bereits im Jahre 1740, also 110 Jahre vor Dixon, das Bild eines weißen Hahnes mit schwarzem Halsschaftsstrich, schwarzen runden Flecken innerhalb des Körpergefieders und Sicheln, die schwarz-weiß gestreift waren. Dieses Bild, dessen Motiv dem Hamburger Huhn im Farbschlag Silberlack sehr nahekommt, soll bereits den Titel „Hamburgh poultry“ gehabt haben. Für diese These spricht die Tatsache, dass 1795 schon Bechstein von Hamburgern berichtete.
Bemerkenswert ist, dass in den Niederlanden der Name Hamburger unüblich ist und die Rasse stattdessen „holländisches Huhn“ genannt wird.

## Eigenschaften
Die Züchter unterscheiden mehrere Rassetypen:
- schwarze Hamburger (sie stellen die größten Vertreter; auch sind ihre Eier die größten unter den Hamburgern (im Durchschnitt 55 g); die Eiergröße hängt mit der Farbe zusammen, da zur Erzüchtung dieses Farbenschlags u. a. Minorka verwendet wurden),
- weiße Hamburger,
- Silber- und Goldlack (das Ei wiegt im Durchschnitt 50 g),
- gesprenkelte Hamburger (höchste Legeleistung mit Durchschnittsgewicht von 48 g),
- blaue Hamburger (Bruteigewicht 50 g) und
- Zwerghamburger in allen Varianten.

Die Legeleistung des ersten Jahres beträgt 160–180 Stück, mit Abweichungen bestimmter Linien, die mehr als 200 Eier im Jahr legen. In der zweiten Legeperiode nimmt das Gewicht der Eier zu und erreicht 50–60 Gramm. Dies gilt für alle Farbvarianten.

## Bestand und Gefährdung
Das Hamburger Huhn ist eine alte deutsche Geflügelrasse, die vor 1930 entstand und ihren Hauptverbreitungsschwerpunkt in Deutschland hat. Sie wird in der gemeinsamen Liste alter einheimischer Geflügelrassen in Deutschland vom Bund Deutscher Rassegeflügelzüchter (BDRG) und der Gesellschaft zur Erhaltung alter und gefährdeter Haustierrassen (GEH) als „wenig gefährdet“ eingestuft. Diese Liste wurde auch in die Roten Liste der gefährdeten Nutztierrassen der Bundesanstalt für Landwirtschaft und Ernährung übernommen. Nach einer Bestandserfassung von 2009 gab es in diesem Jahr in Deutschland 317 Hähne und 1.498 Hennen. 2013 sind es noch 1.342 Hennen und 282 Hähne.